# Wola Jabłońska
Pour les articles homonymes, voir Jablonska.
Wola Jabłońska (prononciation : [ˈvɔla jaˈbwɔɲska]) est un village polonais de la gmina de Rakoniewice dans le powiat de Grodzisk Wielkopolski de la voïvodie de Grande-Pologne dans le centre-ouest de la Pologne.
Il se situe à environ 12 kilomètres au nord-ouest de Rakoniewice (siège de la gmina), à 13 kilomètres à l'ouest de Grodzisk Wielkopolski (siège de la gmina et du powiat) et à 54 kilomètres à l'ouest de Poznań (capitale régionale).

## Histoire
De 1975 à 1998, le village faisait partie du territoire de la voïvodie de Poznań.

Depuis 1999, Wola Jabłońska est situé dans la voïvodie de Grande-Pologne.
Le village possède une population de 231 habitants en 2011.